# Chrysotus pictipes
Chrysotus pictipes är en tvåvingeart som beskrevs av Becker 1922. Chrysotus pictipes ingår i släktet Chrysotus och familjen styltflugor. Inga underarter finns listade i Catalogue of Life.